# Julius Wagner-Jauregg
(Motivazione del Premio Nobel)
Julius Wagner-Jauregg (Wels, 7 marzo 1857 – Vienna, 27 settembre 1940) è stato un medico austriaco, Premio Nobel per la medicina nel 1927.

## Biografia
Nacque in un'agiata famiglia borghese austriaca, compiendo gli studi superiori al Schottengymnasium di Vienna, iscrivendosi poi alla facoltà di medicina dell'Università della capitale nel 1874. Dal 1874 al 1880 frequentò l'Istituto generale di patologia sperimentale, sotto la guida di Salomon Stricker. Laureatosi a pieni voti, abbandonò l'istituto nel 1882, per dedicarsi alla ricerca privata, con l'utilizzo di cavie da laboratorio.
Nel 1883 accettò l'invito a collaborare con la clinica psichiatrica di Vienna, approfondendo le sue conoscenze sulla psichiatria e pervenendo, nel 1889, alla cattedra di questa branca medica presso l'Università di Graz. Nel 1893 rientrò a Vienna per assumere la carica di direttore della clinica psichiatrica.

### Ricerche
Le sue ricerche principali furono dirette allo studio della cura delle malattie psichiche attraverso l'induzione di febbre, inizialmente indotte dall'uso di Mycobacterium tuberculosis, bacillo responsabile della tubercolosi umana, e nel 1917 con l'inoculazione di Plasmodium, protozoo responsabile dell'insorgenza della malaria, utilizzato per la cura della neurosifilide, il cui batterio non sopravvive infatti a temperature superiori ai 38 gradi.